# سورة مريم
سورة مريم، السورة التاسعة عشر في القرآن، وهي إحدى السور المكيّة، ماعدا الآيات 58 و71 فهي مدنية. بلغ عدد آياتها 98 آية، ويوجد بها سجدة في الآية رقم 58، وتقع في الجزء السادس عشر. ونزلت بعد سورة فاطر، والسورة سُميّت على اسم العذراء مريم أم عيسى المسيح، لتكون بذلك السورة الوحيدة في القرآن التي سُميّت على اسم امرأة.
تبدأ السورة بقصة زكريا حين دعا الله دعاء خفيًّا أي من القلب بأنّ يجعل له وليًّا أو خلفًا، فاستجاب له الله ووهب له يحيى، ثم تأتي قصة مريم بنت عمران حين تمثل لها ملك في صورة بشر وبشرها بالمسيح، وتعجب قومها من هذا بعد ذلك، تشير إليه ثم يتحدث بإذن الله ليقول ويؤكد أن أمه مريم أشرف نساء الأرض، ويخاطب الناس بعد ذلك ويذكر لهم أن الله أوصاه بالصلاة والزكاة والبر بوالدت، بعد ذلك يذكر قصة إبراهيم مع أبيه وكيف كان يدعو أباه ليكف عن عبادة الأصنام، ثم يذكر الأنبياء الذين أنعم عليهم الله وكيف خلف من بعدهم خلف نسوا الصلاة واتبعوا الشهوات. وفي نهاية السورة تقريبًا استنكار كيف قال الذين أشركوا والذين كفروا أن الله اتخذ ولدًا، مؤكدًا أنه لا ينبغي له هذا، لأن كل من في السموات والأرض عباد الله.

## الترتيب والتسمية

### الترتيب

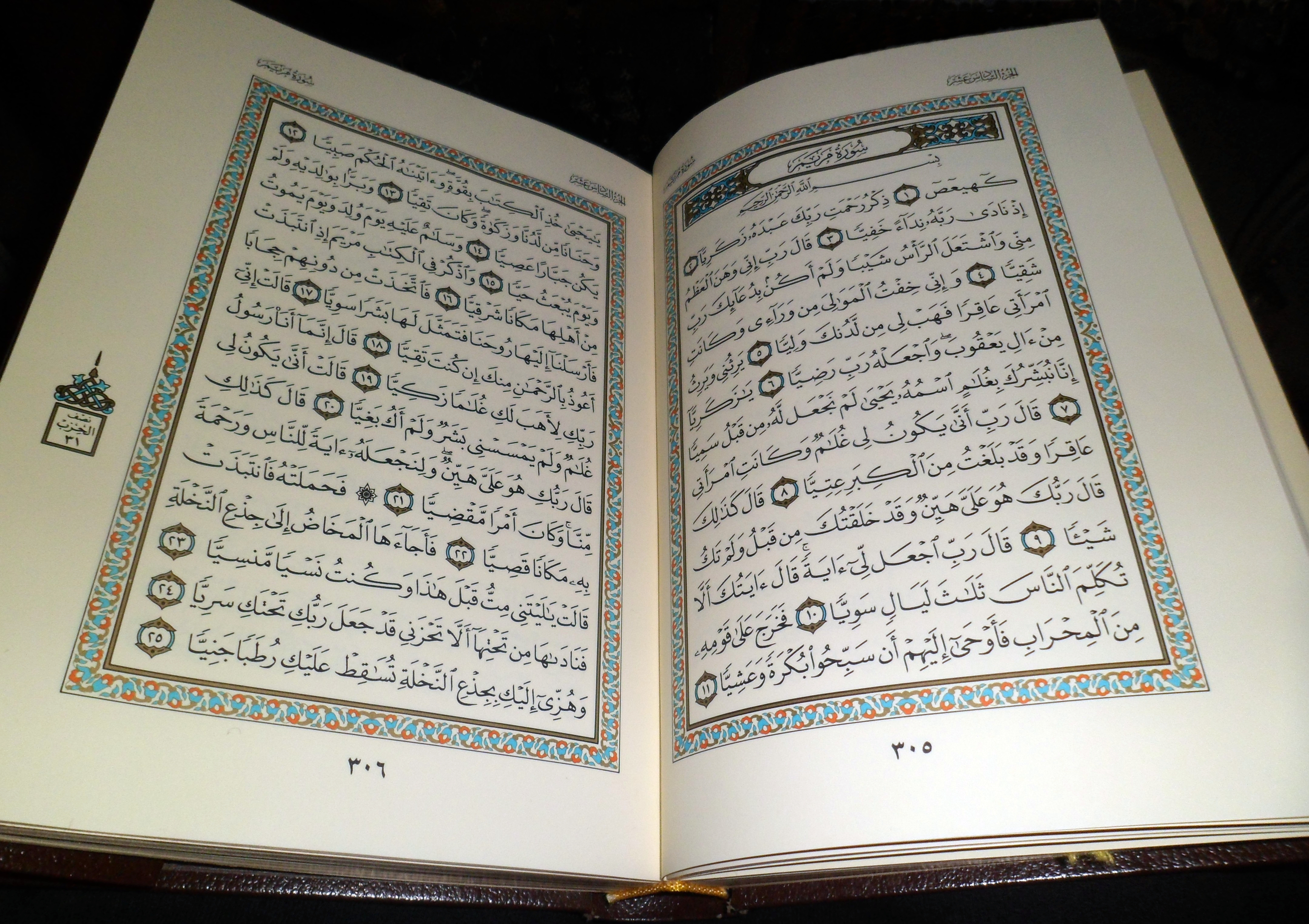
سورة مريم في المصحف.

ترتيب سورة مريم هو 19 بالنسبة إلى 114 سورة هي جملة سور القرآن، وتقع في الجزء السادس عشر من أجزاء القرآن الثلاثين. وقد ذكر الإمام جلال الدين السيوطي سورة مريم في كتابه أسرار ترتيب القرآن، حيث كتب أن سبب ورود سورة مريم بعد سورة الكهف مباشرةً لا في موضع آخر أن سورة الكهف اشتملت على عدة أعاجيب: قصة أصحاب الكهف، وطول لبثهم هذه المدة الطويلة بلا أكل ولا شرب، وقصة موسى مع الخضر، وما فيها من الخارقات، وقصة ذي القرنين، وهذه السورة فيها أعجوبتان: قصة ولادة يحيى بن زكريا، وقصة ولادة عيسى كذلك قد ذُكِرَ أن أصحاب الكهف من قوم عيسى بن مريم وسيبعثون قبيل يوم القيامة بعد نزول المسيح ويحجون معه. وكذلك قيل إنهم من قوم عيسى، وإن قصتهم كانت في الفترة، فناسب توالي السورتين.

### التسمية

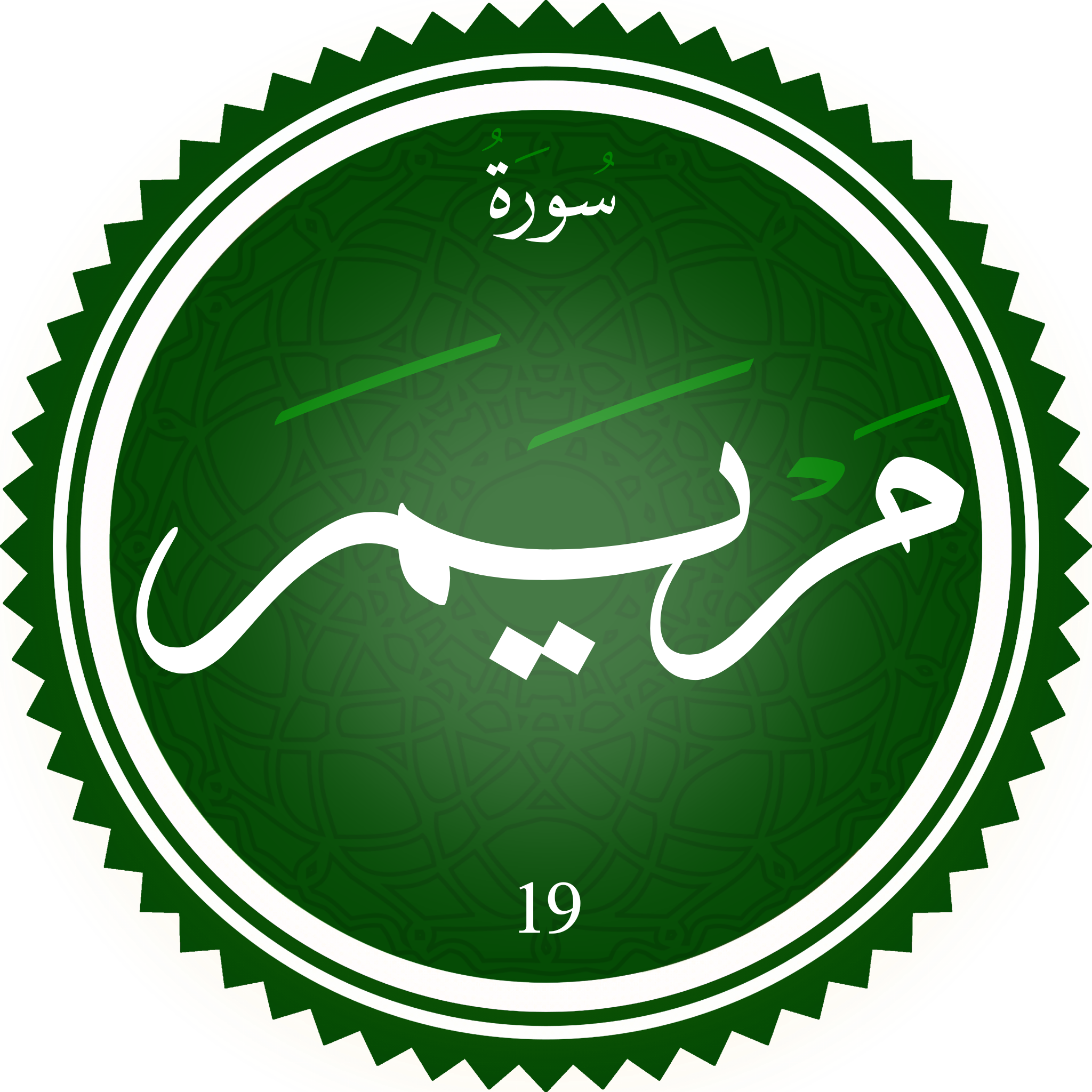
إطارٌ مُخطَّط بخطِّ الثُّلث لسورة مريم

وقد سميت هذه السورة باسم مريم العذراء تخليداً لها، فقد ولدت المسيح بمعجزة فريدة من نوعها حيث أنها ولادة عذرية من غير أب حسب المعتقد الإسلامي والمسيحي. وهي السورة الوحيدة التي سُميت باسم امرأة، كذلك تعد مريم العذراء هي السيدة الوحيدة التي ذُكرت باسمها صراحة في القرآن، مما يُظهر ذلك عظم قدرها في الإسلام، فقد ذكرها القرآن قبل ذلك في سورة آل عمران:
أي أنها أفضل النساء على الإطلاق منذ زمن حواء امرأة آدم حتى قيام الساعة. كذلك في سورة التحريم:
وذُكِرت في مواضع أخرى يغلبها الثناء.

كذلك ذُكِر في الحديث النبوي أن النبي محمد قال:

كذلك روى أبو هريرة عن النبي محمد أنه قال:
فالنساء المذكورات في الحديث ليس أفضليتهن على مَن سبقهن من النساء أو مَن كُنَّ في زمانهن فقط، بل على من سبق ومن لحق، وذلك أنهن حُزْنَ من المزايا والخصال ما لم يجتمع لامرأة قط.

## أسباب النزول

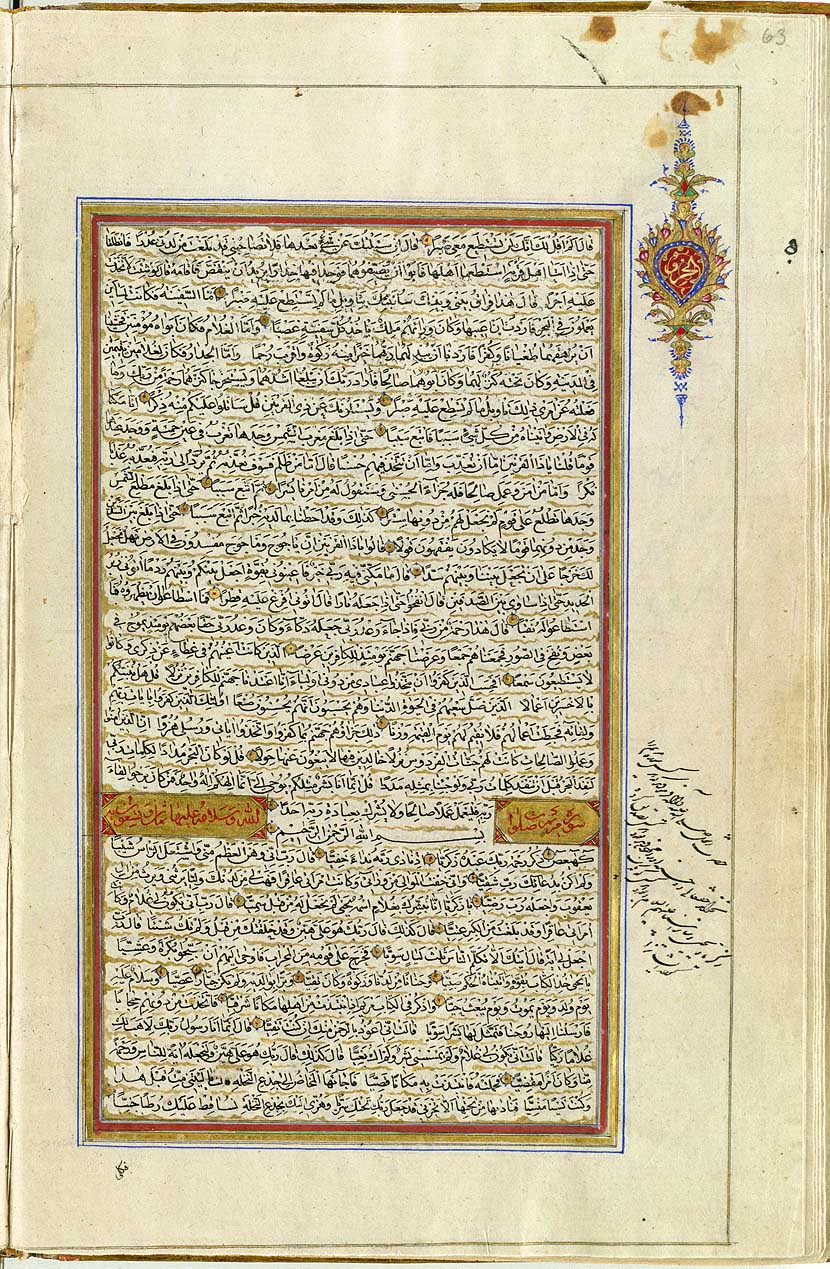
بداية سورة مريم في وسط الصفحة لمصحف قديم يعود للعام 1874 م.

ذُكر في صحيح البخاري أن أحد أسباب نزول سورة مريم هو تأخر الملاك جبريل عن تنزيله للوحي على النبي محمد، وذلك حينما سأله أصحابه عن قصة أصحاب الكهف وذي القرنين، ولذلك قد رجا النبي محمد من الله أن يأتيه جبريل بالوحي بشأن ما طلبه منه أصحابه، فشّق ذلك عليه مشقة شديدة، فلما نزل جبريل أخيراً بالوحي قال له النبي محمد: «أبطأت علي حتى ساء ظني واشتقت إليك»، فرد عليه جبريل: «إني كنت إليك أشوق ولكني عبد مأمور إذا بعثتُ نزلتُ وإذا حبستُ احتبست»، ولذلك نزلت الآية رقم 64 من سورة مريم: ﴿وَمَا نَتَنَزَّلُ إِلَّا بِأَمْرِ رَبِّكَ لَهُ مَا بَيْنَ أَيْدِينَا وَمَا خَلْفَنَا وَمَا بَيْنَ ذَلِكَ وَمَا كَانَ رَبُّكَ نَسِيًّا ۝٦٤﴾ [مريم:64].
كذلك هناك سبب لنزول الآية رقم 66: ﴿وَيَقُولُ الْإِنْسَانُ أَئِذَا مَا مِتُّ لَسَوْفَ أُخْرَجُ حَيًّا ۝٦٦﴾ [مريم:66]، فقد قال الكلبي أنها نزلت في أُبيّ بن خلف حين أخذ عظاماً بالية يفتها بيده ويقول: «زعم لكم محمد أنّا نبعث بعدما نموت».
كذلك ذُكِر سبب نزول الآية رقم 77: ﴿أَفَرَأَيْتَ الَّذِي كَفَرَ بِآيَاتِنَا وَقَالَ لَأُوتَيَنَّ مَالًا وَوَلَدًا ۝٧٧﴾ [مريم:77]، وهي قد نزلت في العاص بن وائل السهمي، وكان أحد المشركين، وكان لخباب بن الأرت دين عنده وهو كان أول من أظهر إسلامه، وكان العاص يؤخر حقه فأتاه يتقاضاه، فقال العاص: «لا أقضيك حتى تكفر بمحمد!» فرفض خباب وقال: «لا أكفر حتى تموت وتبعث»، فاستهزأ به العاص وقال: «إني إذا مت ثم بعثت ؛ جئني وسيكون لي ثم مال وولد فأعطيك»، ويقصد بذلك أنه أدخل الجنة بعد الممات استهزاءً بمعتقد المسلمين، ولذلك نزلت هذه الآية فيه.

كما ذُكِر أن الآية 96 من السورة قد نزلت لكي يخبر الله عباده أنه يغرس في قلوب عباده الصالحين مودة ومحبة، وقد ذكر الإمام جلال الدين السيوطي في كتابه لُباب النقول في أسباب النزول: 

## موضوعات السورة

### كهيعص

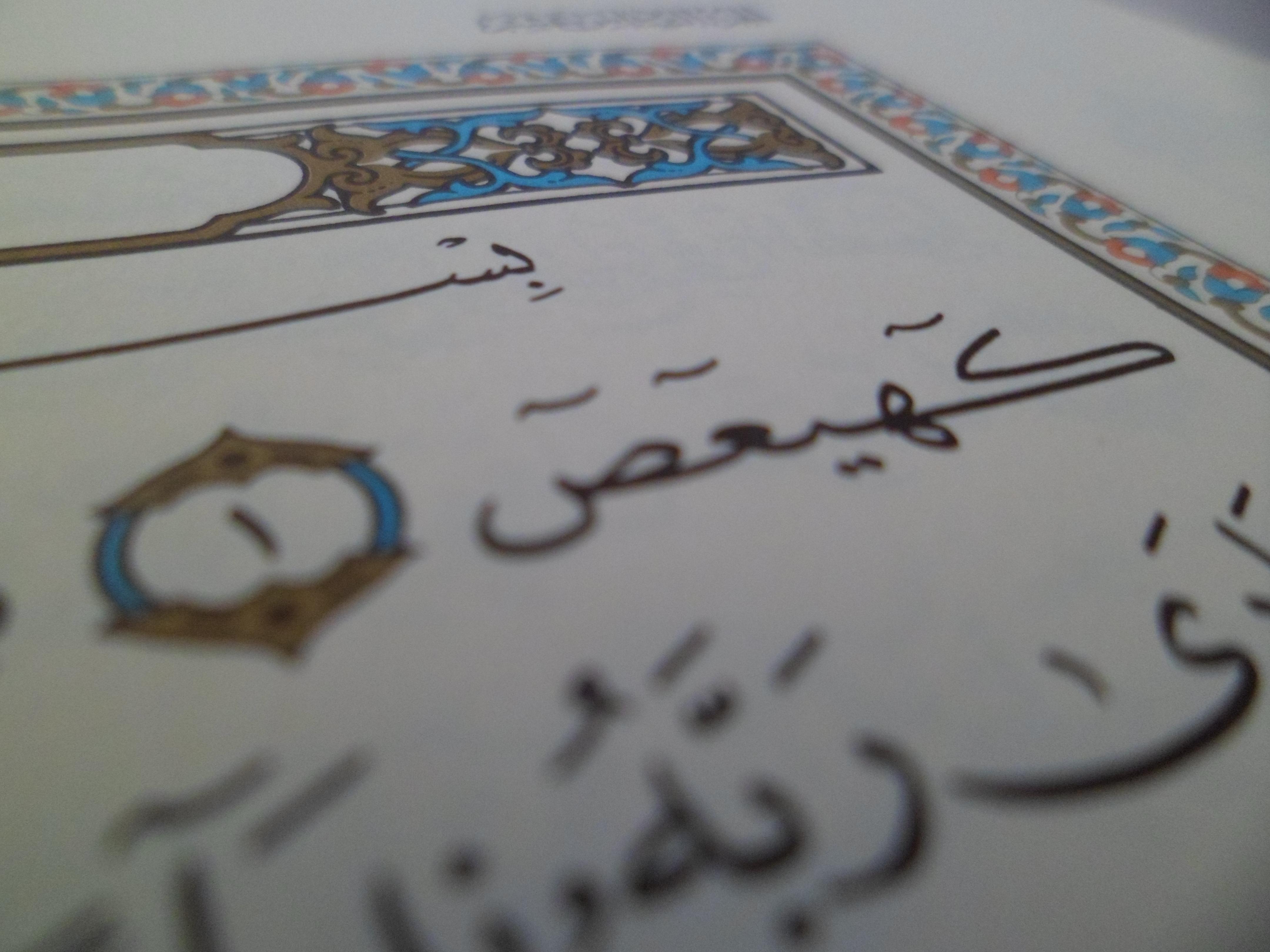
الآية الأولى من السورة.

﴿كهيعص ۝١﴾، هي الآية الأولى بسورة مريم، وهي حروف مقطعة وليست بكلمة واحدة. ذٌكِرت في تفسير الجلالين بأن: «الله أعلم بمراده بذلك»، فتفسير الآية غير معروف عند معظم المفسرين. وقد قال عبد الله بن عباس: «هو اسم من أسماء الله تعالى»، وقال قتادة بن دعامة: «هو اسم من أسماء القرآن». وقيل في مواضع متفرقة أنه اسم آخر للسورة، وقيل أنه قسم أقسم الله به.

### معجزة ميلاد يحيى
ابتدأت السورة بذكر النبي زكريا وبيان رحمة الله لهذا النبي في قوله: ﴿ذِكْرُ رَحْمَةِ رَبِّكَ عَبْدَهُ زَكَرِيَّا ۝٢﴾، فزكريا كان يكفل مريم ويرعاها في محرابها في بيت المقدس، وكان يرى دائماً عند مريم رزقاً من طعام، فيكون الوقت صيفاً فيجد عندها فاكهة الشتاء، ويكون الوقت شتاءً فيجد عندها فاكهة الصيف، على الرغم من أنها لا تخرج من خلوتها، فقد ذكر ذلك في سورة آل عمران: ﴿فَتَقَبَّلَهَا رَبُّهَا بِقَبُولٍ حَسَنٍ وَأَنْبَتَهَا نَبَاتًا حَسَنًا وَكَفَّلَهَا زَكَرِيَّا كُلَّمَا دَخَلَ عَلَيْهَا زَكَرِيَّا الْمِحْرَابَ وَجَدَ عِنْدَهَا رِزْقًا قَالَ يَا مَرْيَمُ أَنَّى لَكِ هَذَا قَالَتْ هُوَ مِنْ عِنْدِ اللَّهِ إِنَّ اللَّهَ يَرْزُقُ مَنْ يَشَاءُ بِغَيْرِ حِسَابٍ ۝٣٧﴾ [آل عمران:37]. فثارت في قلبه مشاعر الأب فتوجه إلى الله يسأله الولد ﴿قَالَ رَبِّ إِنِّي وَهَنَ الْعَظْمُ مِنِّي وَاشْتَعَلَ الرَّأْسُ شَيْبًا وَلَمْ أَكُنْ بِدُعَائِكَ رَبِّ شَقِيًّا ۝٤ وَإِنِّي خِفْتُ الْمَوَالِيَ مِنْ وَرَائِي وَكَانَتِ امْرَأَتِي عَاقِرًا فَهَبْ لِي مِنْ لَدُنْكَ وَلِيًّا ۝٥ يَرِثُنِي وَيَرِثُ مِنْ آلِ يَعْقُوبَ وَاجْعَلْهُ رَبِّ رَضِيًّا ۝٦﴾ [مريم:4–6]، وذلك على الرغم أنه قد تقدم به العمر، وأخذ الشيب من رأسه كل مأخذ، وكذلك كانت زوجه قد تقدم بها السن، ولم تلد له من الولد ما تقر به عينه. وهنا تأتي الملائكة وتبشره بغلام قد اختار له الله اسم «يحيى»، ويعني اسمه «الحياة»، ولم يُسمّى أحدٍ بهذا الاسم من قبل، وقد اندهش زكريا أن ينجب وهو عجوز وامرأته لا تلد، فردت عليه الملائكة بأن الله قادر على كل شيء. وسأل زكريا ربه آية أو معجزة له، فأخبره الله أنه ستجيء عليه ثلاثة أيام لا يستطيع فيها النطق رغم أنه سيكون صحيح المزاج غير معتل، فإذا حدث له هذا أيقن أن امرأته حامل، وأن معجزة الله قد تحققت، وعليه ساعتها أن يتحدث إلى الناس عن طريق الإشارة، وخرج زكريا يوماً على الناس وأراد أن يكلمهم، فاكتشف أن لسانه لا ينطق، فعرف أن معجزة الله قد تحققت. وأوحى إليهم أن يسبحوا الله كثيراً في الصباح والمساء.
ووُلِدَ يحيى وكبر، وصار مثالاً للزهد بين بني قومه بأنه يبر والديه يعطف على الجميع ومُحب للخير، فأوحى له الله وعظّم شأنه: ﴿يَا يَحْيَى خُذِ الْكِتَابَ بِقُوَّةٍ وَآتَيْنَاهُ الْحُكْمَ صَبِيًّا ۝١٢ وَحَنَانًا مِنْ لَدُنَّا وَزَكَاةً وَكَانَ تَقِيًّا ۝١٣ وَبَرًّا بِوَالِدَيْهِ وَلَمْ يَكُنْ جَبَّارًا عَصِيًّا ۝١٤﴾ [مريم:12–14]، وقد وردت قصه رواها عبد الله بن المبارك: «قال الصبيان ليحيى بن زكريا : اذهب بنا نلعب، فقال : ما للعب خلقنا، قال: وذلك قوله ﴿وَآَتَيْنَاهُ الْحُكْمَ صَبِيًّا﴾ [مريم:12]». وقد ذكر الحافظ بن كثير أن «الله علمه الكتاب، وهو التوراة التي كانوا يتدارسونها بينهم، ويحكم بها النبيون الذين أسلموا للذين هادوا والربانيون والأحبار. وقد كان سنه إذ ذاك صغيراً، فلهذا نوّه بذكره، وبما أنعم به عليه وعلى والديه». ولأجل ذلك سلّم الله عليه في قوله: ﴿وَسَلَامٌ عَلَيْهِ يَوْمَ وُلِدَ وَيَوْمَ يَمُوتُ وَيَوْمَ يُبْعَثُ حَيًّا ۝١٥﴾ [مريم:15].
وتروي السُنّة النبوية عن تلك الآية أنه في يوم من الأيام التقيا يحيى وعيسى، فقال عيسى ليحيى: «استغفر لي يا يحيى، أنت خير مني»، فرد يحيى: «استغفر لي يا عيسى، أنت خير مني»، فرد عيسى: «بل أنت خير مني، سلمت على نفسي وسلم الله عليك». وهذا لا ينكر أن عيسى أعلى مقاماً في النبوة من يحيى، فعيسى المسيح من الخمسة الأولي العزم من الرسل، وهم أكمل الرسل والأنبياء،
 وهو مذكور في سورة الأحزاب من ضمنهم: ﴿وَإِذْ أَخَذْنَا مِنَ النَّبِيِّينَ مِيثَاقَهُمْ وَمِنْكَ وَمِنْ نُوحٍ وَإِبْرَاهِيمَ وَمُوسَى وَعِيسَى ابْنِ مَرْيَمَ وَأَخَذْنَا مِنْهُمْ مِيثَاقًا غَلِيظًا ۝٧﴾ [الأحزاب:7].

### ذِكر مريم ومعجزة ميلاد المسيح
بداية من الآية 16 حتى الآية 40 تذكر السورة فضل مريم وقصة ميلاد المسيح. ومفادها أن مريم كانت مثالاً للعبادة والتقوى، وبحسب القرآن فإن الله أعطاها فضلاً عظيماً ومكانة عالية، وكانت مريم قد انتقلت للعبادة في بيت المقدس، وكانت معروفة بعفتها وطهارتها، وكان معزولة عن الكل لأجل العبادة تحت رعاية زكريا، فاتخذت من دون أهلها ستراً يسترها عنهم وعن الناس. كل ذلك إنما كان تمهيداً للمعجزة الكبيرة؛ وهي مولد عيسى منها من دون أب كسائر الخلق، لذلك أرسل الله لها ملاكاً ظهر على شكل بشر، وكان الملاك جبريل، فاستعجبت مريم ومن وجوده فاستعاذت بالله، و﴿قَالَتْ إِنِّي أَعُوذُ بِالرَّحْمَنِ مِنْكَ إِنْ كُنْتَ تَقِيًّا ۝١٨﴾، فطمأنها جبريل و﴿قَالَ إِنَّمَا أَنَا رَسُولُ رَبِّكِ لِأَهَبَ لَكِ غُلَامًا زَكِيًّا ۝١٩﴾ [مريم:19]، فاطمئنت مريم، لكن سرعان ما تذكّرت ما قاله ﴿لِأَهَبَ لَكِ غُلَامًا زَكِيًّا﴾ فاستغربت العذراء من ذلك، فلم يمسسها بشر من قبل، ولم تتزوج، ولم يخطبها أحد، كيف تنجب بغير زواج. فذكرها الملاك أن هذا شيء بسيط على الله، فلا غرابة في ذلك، وأنه سيكون بذلك آية ومعجزة للناس جميعاً، لكن المعجزة تقع عندما يريد الله أن تقع. ولذلك نفخ جبريل في جيب مريم فحملت فوراً، والجيب هو شق الثوب الذي في الصدر.

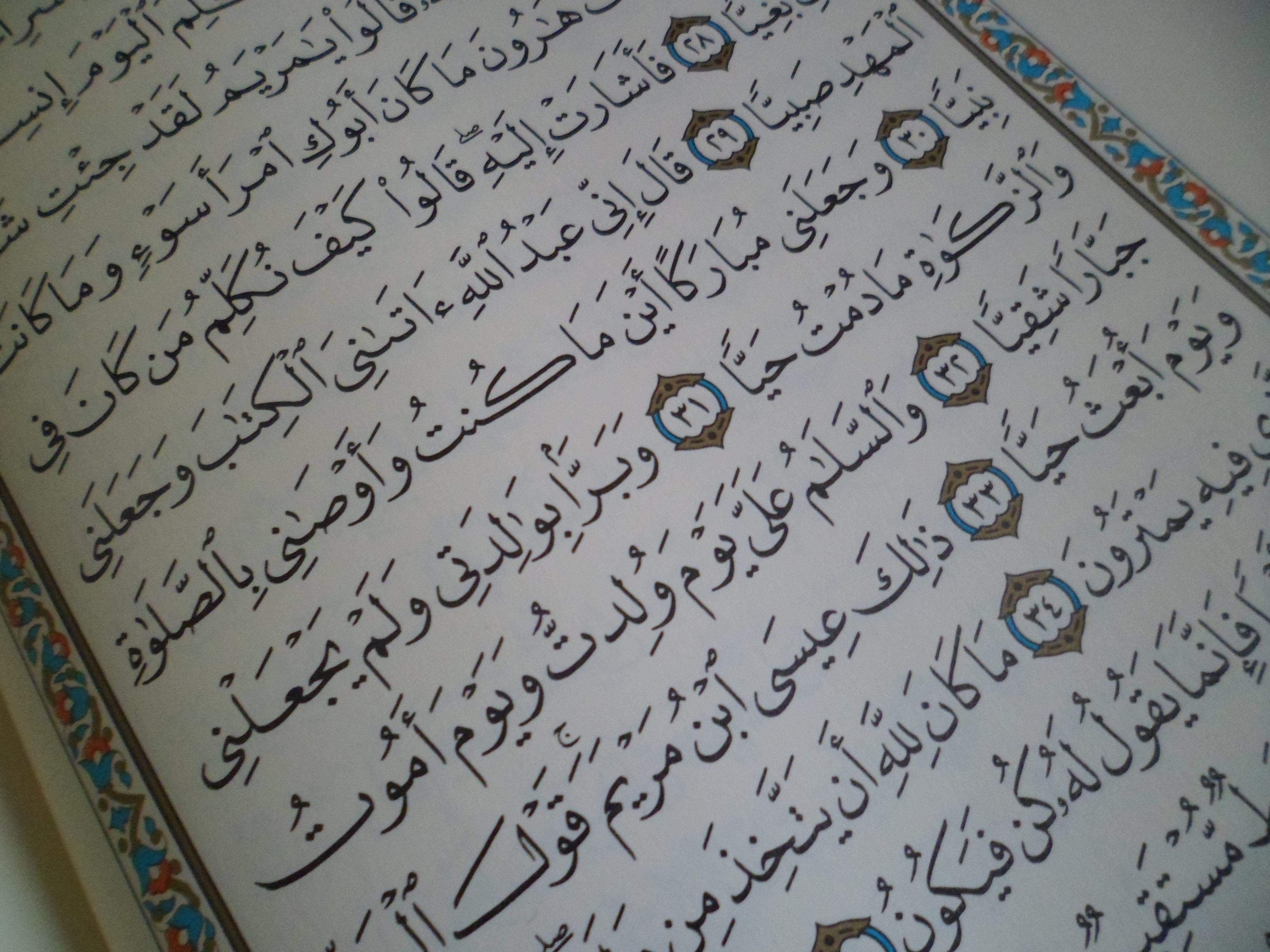
معجزة نطق عيسى في المهد في الآيات من 30 إلى 33 في سورة مريم.

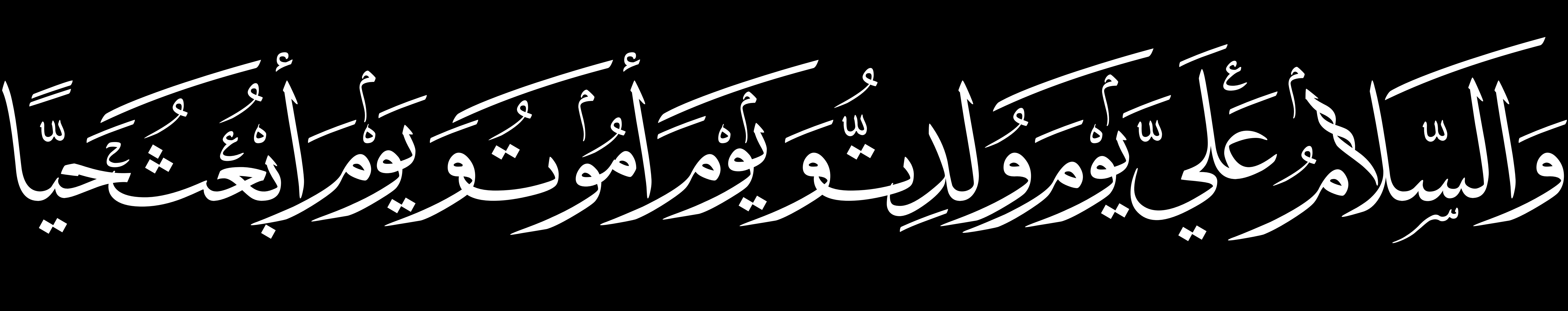
سلام المسيح على نفسه (الآية 33).

بعد مرور فترة الحمل دون مشاكل أو تعب، حانت لحظة الولادة، فأصاب مريم ألم الولادة، الأمر الذي جعلها تسير إلى جذع نخلة لتستند عليها وتمسك بها من شدة الألم، فـ﴿قَالَتْ يَا لَيْتَنِي مِتُّ قَبْلَ هَذَا وَكُنْتُ نَسْيًا مَنْسِيًّا﴾. وليس المقصود هنا تمني الموت، فالمقصود بـ﴿نَسْيًا مَنْسِيًّا﴾ أي يا ليتني كنت شيئاً تافهاً فلا يعرفني أحد ولا يذكرني أحد، فالنسيء هو الكثير النسيان، والمنسي أي غير مذكور لا يخطر بالبال. فقد تمنت ذلك لعلمها بأن الناس سيرمونها بالفاحشة فيأثمون بسببها. وقتها سمعت صوت يناديها: ﴿فَنَادَاهَا مِنْ تَحْتِهَا أَلَّا تَحْزَنِي قَدْ جَعَلَ رَبُّكِ تَحْتَكِ سَرِيًّا ۝٢٤﴾ [مريم:24]، وكان ذلك هو الوليد عيسى، قد أنطقه الله ليبعد عنها الحزن. وطلب منها أن تهز جذع النخلة لتسقط عليها بعض الثمار لتأكل، ولتشرب، ولتمتلئ بالسلام والفرح ولا تفكر في شيء، فإذا رأت من البشر أحداً فلتوحي إليهم أنها قد نذرت لله صوماً فلن تتكلم اليوم مع أي إنسان. وبالفعل ذهبت بوليدها إلى المسجد، والتقت بقومها في طريقها، ورأوا الوليد بين ذراعيها، فاستنكروا عليها وجود طفل لها وهي لم تتزوج ولم تكن بغياً، وسألوها عن ذلك، فأشارت إليه ليتحدثوا معه، على أساس أنها صائمة في هذا اليوم، وكانت واثقة بأن الحجة ستوافيها بالوليد، وفطنوا إلى ماذا تريد، فاستغربوا و﴿قَالُوا كَيْفَ نُكَلِّمُ مَنْ كَانَ فِي الْمَهْدِ صَبِيًّا﴾؟! فهم لم يستبعدوا أن يتكلم الرضيع فقط، ولكنهم أنكروا الحديث معه. فجأة، نطق الرضيع و﴿قَالَ إِنِّي عَبْدُ اللَّهِ آتَانِيَ الْكِتَابَ وَجَعَلَنِي نَبِيًّا ۝٣٠ وَجَعَلَنِي مُبَارَكًا أَيْنَ مَا كُنْتُ وَأَوْصَانِي بِالصَّلَاةِ وَالزَّكَاةِ مَا دُمْتُ حَيًّا ۝٣١ وَبَرًّا بِوَالِدَتِي وَلَمْ يَجْعَلْنِي جَبَّارًا شَقِيًّا ۝٣٢ وَالسَّلَامُ عَلَيَّ يَوْمَ وُلِدْتُ وَيَوْمَ أَمُوتُ وَيَوْمَ أُبْعَثُ حَيًّا ۝٣٣﴾ [مريم:30–33].
يقول الشيخ محمد متولي الشعراوي أنه كان في إمكان اليهود رجم مريم بحسب الشريعة اليهودية لأنهم اعتقدوا أنها قد أتت بالطفل من الزنا، ولكنهم لم يرجموها لسبب أقوى كان معجزا إلى حدٍ كبير ليمنعهم من تطبيق قول الشريعة فيها. والغريب أن هذه المعجزة لم تُذكر صريحة في الأناجيل الأربعة المعتمدة بالعهد الجديد.

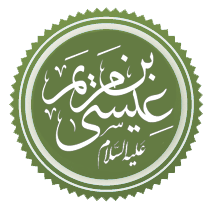
اسم عيسى المسيح مقروناً باسم أمه مريم في كثير من آيات القرآن.

تأتي الآيات من 34 إلى 36 تذكر حقيقة المسيح، فتقول: ﴿ذَلِكَ عِيسَى ابْنُ مَرْيَمَ قَوْلَ الْحَقِّ الَّذِي فِيهِ يَمْتَرُونَ ۝٣٤ مَا كَانَ لِلَّهِ أَنْ يَتَّخِذَ مِنْ وَلَدٍ سُبْحَانَهُ إِذَا قَضَى أَمْرًا فَإِنَّمَا يَقُولُ لَهُ كُنْ فَيَكُونُ ۝٣٥ وَإِنَّ اللَّهَ رَبِّي وَرَبُّكُمْ فَاعْبُدُوهُ هَذَا صِرَاطٌ مُسْتَقِيمٌ ۝٣٦﴾، والشاهد هنا أن الموصوف بتلك الصفات السابقة هو عيسى بن مريم، من غير شك ولا مرية، فهذا الخبر اليقيني، عن عيسى، وما قيل فيه مما يخالف هذا فإنه مقطوع ببطلانه، وغايته أن يكون شكاً من قائله لا علم له به، ولهذا كُتِب: ﴿الَّذِي فِيهِ يَمْتَرُونَ﴾، ويمترون من «المرية» أي الشك، فمن النصارى من اختلف حول طبيعة المسيح ويشك فيها، فمنهم من يقول أنه الله أو وابن الله، ومنهم من يقول أنه عبد الله ورسوله وهو قول الحق حسب إيمان المسلمين. كذلك اختلف حوله ممن كفروا به من اليهود، فمنهم من قال أنه ساحر كذاب، أو أنه ولد زانية. كذلك ذكر القرآن أنه ﴿مَا كَانَ لِلَّهِ أَنْ يَتَّخِذَ مِنْ وَلَدٍ﴾، أي: ما ينبغي ولا يليق، فبحسب ما يؤمن المسلمون أن الله هو المالك لجميع الممالك، فكيف يتخذ من عباده ومماليكه ولداً؟، فهو ﴿سُبْحَانَهُ﴾ تنزه وتقدس عن الولد والنقص، فهو ﴿إِذَا قَضَى أَمْرًا فَإِنَّمَا يَقُولُ لَهُ كُنْ فَيَكُونُ﴾ أي كان الأمر صغيراً أم كبيراً لا يصعب عليه، فإذا كان قدره ومشيئته نافذاً في العالم العلوي والسفلي، فكيف يكون له ولد؟ وكيف يستبعد إيجاده عيسى من غير أب؟. ولهذا أخبر عيسى -بحسب القرآن- أنه عبد مربوب كغيره، فقال: ﴿وَإِنَّ اللَّهَ رَبِّي وَرَبُّكُمْ﴾ الذي خلقنا، وصورنا، ونفذ فينا تدبيره، وصرفنا تقديره، «فَاعْبُدُوهُ» أي: أخلصوا له العبادة، وفي هذا الإقرار بتوحيد الربوبية، وتوحيد الإلهية، والاستدلال بالأول على الثاني، ولهذا قال: ﴿هَذَا صِرَاطٌ مُسْتَقِيمٌ﴾ أي: طريق معتدل موصل إلى الله، لكونه طريق الرسل وأتباعهم، وما عدا هذا، فإنه من طرق الغي والضلال.
| ”               | ﴿فَاخْتَلَفَ الْأَحْزَابُ مِنْ بَيْنِهِمْ فَوَيْلٌ لِلَّذِينَ كَفَرُوا مِنْ مَشْهَدِ يَوْمٍ عَظِيمٍ ۝٣٧﴾ | “ |
| —سورة مريم : 37 |                                                                |   |

وفي الآيات 37 و38 التي تلت الآيات السابقة، أخبر القرآن أن الأحزاب من اليهود والنصارى وغيرهم على اختلاف طبقاتهم اختلفوا في طبيعة عيسى كما تقدم، وأن كل الفرق التي قالت غير أن عيسى هو عبد الله ورسوله فهي فرق ضالة، لذلك توعدهم الله في القرآن وقال: ﴿فَوَيْلٌ لِلَّذِينَ كَفَرُوا﴾ بالله ورسله وكتبه، ويدخل فيهم اليهود والنصارى، فالتوعد ﴿مِنْ مَشْهَدِ يَوْمٍ عَظِيمٍ﴾ أي: مشهد يوم القيامة، فحينئذ يتبين الحق من الباطل. ﴿أَسْمِعْ بِهِمْ وَأَبْصِرْ يَوْمَ يَأْتُونَنَا لَكِنِ الظَّالِمُونَ الْيَوْمَ فِي ضَلَالٍ مُبِينٍ ۝٣٨﴾ [مريم:38] أي: ما أسمعهم وما أبصرهم في ذلك اليوم، فهي صيغة تعجب، فجميع الفرق -الأحزاب- تقر ببطلان دعواتهم حول طبيعة المسيح، وغير ذلك من الفرق والملل الأخرى، وذلك في يوم الحساب في الآخرة، ولكن الظالمون -منهم- في الدنيا في ضلال جعلهم صموا عن سماع الحق، فالشاهد هنا أن المقصود كما ذُكِر في تفسير الجلالين: اعجب منهم يا مخاطب في سمعهم وإبصارهم في الآخرة بعد أن كانوا في الدنيا صماً عمياً عن الحق.
وفي الآية 39 يوجّه النداء إلى النبي محمد: ﴿وَأَنْذِرْهُمْ يَوْمَ الْحَسْرَةِ إِذْ قُضِيَ الْأَمْرُ وَهُمْ فِي غَفْلَةٍ وَهُمْ لَا يُؤْمِنُونَ ۝٣٩﴾ [مريم:39]، أي: أنذرهم يا محمد من يوم الحسرة وهو يوم القيامة؛ ففيه يتحسر المسيء على ترك الإحسان في الدنيا ويندم على فات، فإذا قضى الله الأمر لهم فيه بالعذاب وهم في الدنيا في غفلة عنه ولا يؤمنون به. أما الآية 40 فتكمل المعنى، ففيه يقول الله محذراً ومؤكداً: ﴿إِنَّا نَحْنُ نَرِثُ الْأَرْضَ وَمَنْ عَلَيْهَا وَإِلَيْنَا يُرْجَعُونَ ۝٤٠﴾ [مريم:40]، أي: ﴿إِنَّا نَحْنُ﴾ فيها تأكيد على أن الله هو الخالق المالك المتصرف، وأن الخلق كلهم يهلكون ويبقى هو، ولا أحد يدعي مُلكاً ولا تصرفاً، بل هو الوارث لجميع خلقه في قوله: ﴿نَرِثُ الْأَرْضَ وَمَنْ عَلَيْهَا﴾، ﴿وَإِلَيْنَا يُرْجَعُونَ﴾ أي: إلى الله يرجعون للحساب يوم القيامة.

### ذِكر أنبياء آخرين
ذُكِر بعد قصة مريم والمسيح إشارات طفيفة لرسل وأنبياء، وهم: إبراهيم وإسحاق ويعقوب وموسى وهارون وإسماعيل وإدريس وآدم ونوح، وذلك من الآية 40 حتى الآية 58 والتي تنتهي بسجدة.

#### إبراهيم
| ”               | ﴿وَاذْكُرْ فِي الْكِتَابِ إِبْرَاهِيمَ إِنَّهُ كَانَ صِدِّيقًا نَبِيًّا ۝٤١﴾ | “ |
| —سورة مريم : 41 |                                                 |   |

بحسب القرآن، يقول الله للنبي محمد: ﴿وَاذْكُرْ فِي الْكِتَابِ إِبْرَاهِيمَ إِنَّهُ كَانَ صِدِّيقًا نَبِيًّا ۝٤١﴾ [مريم:41]، اقصص عليهم قصص إبراهيم، فقد كان صديقاً من أهل الصدق لا يكذب، ونبياً من الله قد أوحى إليه. وكانت له قصة مع أبيه، فقد قال لأبيه : "ما تصنع بعبادة الوَثَن الذي لا يسمع ﴿وَلا يُبْصرُ﴾ شيئاً ولا يدفع عنك ضرّ شيء ؟، كذلك ذُكر ما قاله في سورة الأنعام: ﴿وَإِذْ قَالَ إِبْرَاهِيمُ لِأَبِيهِ آزَرَ أَتَتَّخِذُ أَصْنَامًا آلِهَةً إِنِّي أَرَاكَ وَقَوْمَكَ فِي ضَلَالٍ مُبِينٍ ۝٧٤﴾ [الأنعام:74]، وأكمل فقال : ﴿يَا أَبَتِ إِنِّي قَدْ جَاءَنِي مِنَ الْعِلْمِ مَا لَمْ يَأْتِكَ فَاتَّبِعْنِي أَهْدِكَ صِرَاطًا سَوِيًّا ۝٤٣﴾ [مريم:43] وإن كنت من صلبك وتراني أصغر منك لأني ولدك فاعلم أني قد أطلعت من العلم من الله على ما لم تعلمه أنت، ولا أطلعت عليه، فاقبل مني نصيحتي وأبصرك هدى الطريق المستوى الذي لا تضلّ فيه إن لزمته، وهو دين الله الذي لا اعوجاج فيه. يا أبتي لا تعبد الشيطان إن الشيطان كان لله عاصياً. فأنا أخاف أن يمسك عذاب من الله إذا لم تتب فتكون قريناً وصاحباً للشيطان في النار". وقد أهدى إبراهيم لأبيه النصيحة فلم يقبلها، بل تهدده وتوعده فقال : ﴿أَرَاغِبٌ أَنْتَ عَنْ آَلِهَتِي يَا إِبْرَاهِيمُ﴾ فتعيبها، ﴿لَئِنْ لَمْ تَنْتَهِ﴾ عن التعرض لها ﴿لَأَرْجُمَنَّكَ﴾ بالحجارة أو بالكلام البذيء فاحذرني ﴿وَاهْجُرْنِي مَلِيًّا﴾ أي اهجرني وقاطعني واتركني دهراً طويلاً. فرد عليه إبراهيم بلُطف وقال له : ﴿سَلَامٌ عَلَيْكَ﴾ مني أي لا أصيبك بمكروه، ﴿سَأَسْتَغْفِرُ لَكَ رَبِّي إِنَّهُ كَانَ بِي حَفِيًّا﴾، أي سأطلب من ربي أن يغفر لك فهو كان بي باراً لطيفاً، فقد هداني لعبادته والإخلاص له. ولهذا قال : ﴿وَأَعْتَزِلُكُمْ وَمَا تَدْعُونَ مِنْ دُونِ اللَّهِ وَأَدْعُو رَبِّي عَسَى أَلَّا أَكُونَ بِدُعَاءِ رَبِّي شَقِيًّا ۝٤٨﴾ [مريم:48] كما شقيتم بعبادة الأصنام. وقد استغفر إبراهيم لأبيه كما وعد، فلما تبين له أنه عدوٌ لله تبرأ منه كما ذُكِر في سورة التوبة: ﴿وَمَا كَانَ اسْتِغْفَارُ إِبْرَاهِيمَ لِأَبِيهِ إِلَّا عَنْ مَوْعِدَةٍ وَعَدَهَا إِيَّاهُ فَلَمَّا تَبَيَّنَ لَهُ أَنَّهُ عَدُوٌّ لِلَّهِ تَبَرَّأَ مِنْهُ إِنَّ إِبْرَاهِيمَ لَأَوَّاهٌ حَلِيمٌ ۝١١٤﴾ [التوبة:114]. وقد ورد حديث قدسي في صحيح البخاري عن أبي هريرة أن النبي محمد قال: 
وبعد ذلك ﴿اعْتَزَلَهُمْ وَمَا يَعْبُدُونَ مِنْ دُونِ اللَّهِ﴾ وذهب إلى الأرض المقدسة وهي فلسطين، وأقرّ الله عينه بذرية صالحة، وذلك بأن رزقه بإسحاق من زوجته سارة ومن بعده ولد إسحاق يعقوب، وكلاهما كانا أنبياء، وهو ما ذُكِر في نهاية الآية 49: ﴿وَهَبْنَا لَهُ إِسْحَاقَ وَيَعْقُوبَ وَكُلًّا جَعَلْنَا نَبِيًّا﴾، كذلك في سورة العنكبوت: ﴿وَوَهَبْنَا لَهُ إِسْحَاقَ وَيَعْقُوبَ وَجَعَلْنَا فِي ذُرِّيَّتِهِ النُّبُوَّةَ وَالْكِتَابَ وَآتَيْنَاهُ أَجْرَهُ فِي الدُّنْيَا وَإِنَّهُ فِي الْآخِرَةِ لَمِنَ الصَّالِحِينَ ۝٢٧﴾ [العنكبوت:27]. وأثنى الله على إبراهيم وإسحاق ويعقوب في الآية التالية: ﴿وَوَهَبْنَا لَهُمْ مِنْ رَحْمَتِنَا وَجَعَلْنَا لَهُمْ لِسَانَ صِدْقٍ عَلِيًّا ۝٥٠﴾ [مريم:50] وتعني ﴿لِسَانَ صِدْقٍ عَلِيًّا﴾ أي رزقهم الله الثناء الحسن، والذكر الجميل من الناس.

#### موسى

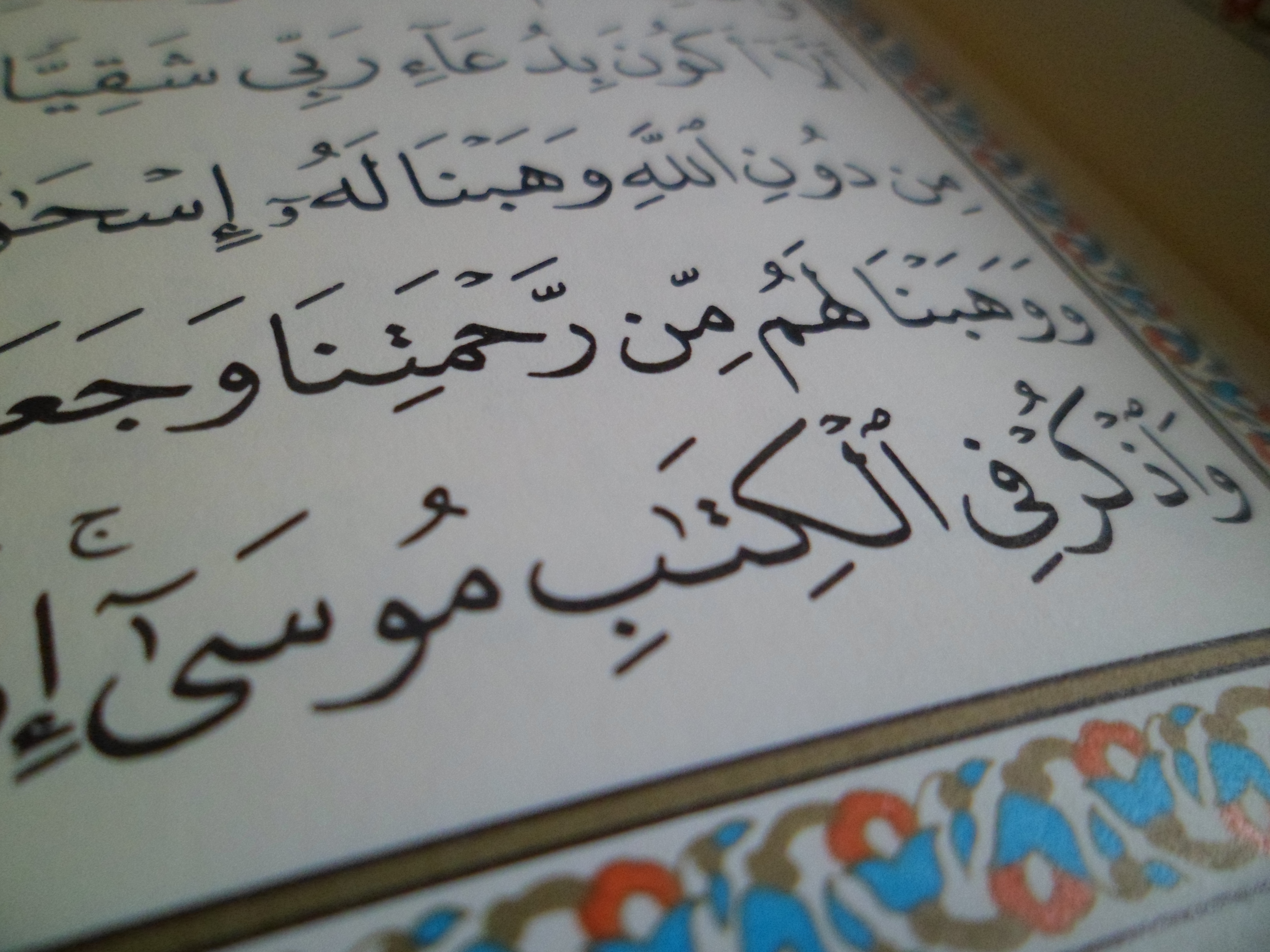
ذِكر موسى في الآية 51 من سورة مريم.

بعد ذِكر النبي إبراهيم في السورة مباشرةً، يقول الله للنبي محمد أن يقصص قصص موسى، فقد كان مخلصاً لله في عبادته وكان رسولاً نبياً، فقد ذُكِرَ في الآيات: ﴿وَاذْكُرْ فِي الْكِتَابِ مُوسَى إِنَّهُ كَانَ مُخْلَصًا وَكَانَ رَسُولًا نَبِيًّا ۝٥١ وَنَادَيْنَاهُ مِنْ جَانِبِ الطُّورِ الْأَيْمَنِ وَقَرَّبْنَاهُ نَجِيًّا ۝٥٢﴾ [مريم:51–52]، فقد ناداه الله وقال له: ﴿يَا مُوسَى إِنِّي أَنَا اللَّهُ رَبُّ الْعَالَمِينَ﴾ كما في سورة القصص، وكان ذلك من ناحية جبل الطور، فقد كان على يمين موسى حين أقبل من مدين، وقد قربه الله منه مناجياً بأن أسمعه الله كلامه. وذُكِر أن الله قد وهبه بحسب طلبه أن يكون هارون أخوة معه وأصبح نبياً، وذلك عندما دعا موسى ربه وقال: ﴿وَاجْعَلْ لِي وَزِيرًا مِنْ أَهْلِي ۝٢٩ هَارُونَ أَخِي ۝٣٠ اشْدُدْ بِهِ أَزْرِي ۝٣١ وَأَشْرِكْهُ فِي أَمْرِي ۝٣٢ كَيْ نُسَبِّحَكَ كَثِيرًا ۝٣٣ وَنَذْكُرَكَ كَثِيرًا ۝٣٤ إِنَّكَ كُنْتَ بِنَا بَصِيرًا ۝٣٥﴾، وأجاب الله طلبه و﴿قَالَ قَدْ أُوتِيتَ سُؤْلَكَ يَا مُوسَى ۝٣٦﴾، وذلك كما في سورة طه، وهي السورة التالية لسورة مريم. لذلك ذُكِر في الآية 53 من سورة مريم: ﴿وَوَهَبْنَا لَهُ مِنْ رَحْمَتِنَا أَخَاهُ هَارُونَ نَبِيًّا ۝٥٣﴾ [مريم:53]. فقد وهب الله لموسى أخاه هارون رحمةً به، ليكون مُعيناً لأخيه ومسانداً له في مسألة الدعوة، وهذه لم تحدث مع أي نبي آخر أن يجعل الله له معيناً في حمل هذه المهمة، لذلك قال موسى -كما في سورة القصص-: ﴿وَأَخِي هَارُونُ هُوَ أَفْصَحُ مِنِّي لِسَانًا فَأَرْسِلْهُ مَعِيَ رِدْءًا يُصَدِّقُنِي إِنِّي أَخَافُ أَنْ يُكَذِّبُونِ ۝٣٤﴾ [القصص:34].

#### إسماعيل
بعد ذِكر إبراهيم وموسى في الآيات السابقة، يقول الله للنبي محمد أن يقصص قصص إسماعيل، فهو جد العرب العدنانيون، وكان معروفاً في قومه بأنه إذا وعد أحد بأي شيء كان يوفّي به، وكان رسولاً نبياً، وقد ذُكِر ذلك في الآية 54: ﴿وَاذْكُرْ فِي الْكِتَابِ إِسْمَاعِيلَ إِنَّهُ كَانَ صَادِقَ الْوَعْدِ وَكَانَ رَسُولًا نَبِيًّا ۝٥٤﴾ [مريم:54]، وذلك رغم أن كل الأنبياء كانوا صادقي الوعد، ولكن كان هناك ما يميز النبي إسماعيل في هذا الأمر، فأنه قد صدق الوعد مع أبيه إبراهيم عندما طلب منه أبوه أن يذبحه امتثالاً لأمر ربه، وذلك حسب المعتقد الإسلامي، فكما ورد في الآية 102 في سورة الصافات أن إسماعيل رد عليه دون تردد: ﴿يَا أَبَتِ افْعَلْ مَا تُؤْمَرُ﴾، وقد ظهر صدق الوعد في بقيّة رد إسماعيل: ﴿يَا أَبَتِ افْعَلْ مَا تُؤْمَرُ سَتَجِدُنِي إِنْ شَاءَ اللَّهُ مِنَ الصَّابِرِينَ﴾. كذلك كان إسماعيل ﴿يَأْمُرُ أَهْلَهُ بِالصَّلَاةِ وَالزَّكَاةِ وَكَانَ عِنْدَ رَبِّهِ مَرْضِيًّا﴾ أي كان يأمر قومه بالصلاة دائماً والزكاة ويذكرهم بذلك، حتى بلغ مكانة عظيمة عند الرب لأنه راضٍ عنه دائماً.

#### إدريس
| ﴿وَاذْكُرْ فِي الْكِتَابِ إِدْرِيسَ إِنَّهُ كَانَ صِدِّيقًا نَبِيًّا ۝٥٦ وَرَفَعْنَاهُ مَكَانًا عَلِيًّا ۝٥٧﴾ |
| —سورة مريم : 56 - 57                                                |

ذكرت السورة في آيتين فضل النبي إدريس، حيث بدأت في الآية رقم 56 بـ﴿وَاذْكُرْ فِي الْكِتَابِ إِدْرِيسَ﴾، فهو كان جد أبي نوح وأول من خط بالقلم وأول من خاط الثياب ولبس المخيط وأول من نظر في علم النجوم والحساب وسيرها، ﴿إِنَّهُ كَانَ صِدِّيقاً نَبِيّاً﴾ فقد أنزل الله عليه ثلاثين صحيفة، وقيل سمي إدريس لكثرة دراسته لكتاب الله. واسمه في التوراة أخنوخ، وعند الإغريق هرمس، وعند المصريين القدماء تحوتي، وذلك بحسب تفسير التحرير والتنوير للشيخ محمد الطاهر بن عاشور.
وفي الآية التالية: ﴿وَرَفَعْنَاهُ مَكَانًا عَلِيًّا ۝٥٧﴾ [مريم:57]، وقد أختلف في تفسير هذه الآية، فقد ذَكَر جماعة المفسرين أن إدريس رفع مكاناً علياً رفعاً مجازياً لما أوتيّ من العلم الذي فاق به عن سلفه. وذكرت جماعة أخرة أن النبي إدريس رُفع رفعاً حقيقياً إلى السماء مثلما رٌفع عيسى، وذلك مُشابه للعدد 24 بالإصحاح الخامس بسفر التكوين: «وسارَ أخنوخُ مع اللهِ، ولم يوجَدْ لأنَّ اللهَ أخَذَهُ»، أي أنه كان مطيعاً لله حتى رفعه الله ولم يرد أن يره الموت؛ وهذا بحسب معظم التفاسير المسيحية. وبحسب تفسير الجلالين فإن النبي إدريس حي في السماء أو في الجنة، وقد رفع وأدخلها بعد أن أُذيق الموت وأحيي ولم يخرج منها.

#### أنبياء آخرين وذِكر ذريتهم
الآية رقم 58 تُعد نتيجة لما قبلها من أمثلة قصيرة عن قصص الأنبياء، كذلك اللتين بعدها نتيجة مستخرجة منها، فالآية 58 تقول: ﴿أُولَئِكَ الَّذِينَ أَنْعَمَ اللَّهُ عَلَيْهِمْ مِنَ النَّبِيِّينَ مِنْ ذُرِّيَّةِ آدَمَ وَمِمَّنْ حَمَلْنَا مَعَ نُوحٍ وَمِنْ ذُرِّيَّةِ إِبْرَاهِيمَ وَإِسْرَائِيلَ وَمِمَّنْ هَدَيْنَا وَاجْتَبَيْنَا إِذَا تُتْلَى عَلَيْهِمْ آيَاتُ الرَّحْمَنِ خَرُّوا سُجَّدًا وَبُكِيًّا ۝٥٨﴾ [مريم:58]. فـ﴿مِنْ ذُرِّيَّةِ آدَمَ﴾ المقصود هم إدريس ونوح، ﴿وَمِمَّنْ حَمَلْنَا مَعَ نُوحٍ﴾ أي نوح ومن أبناء سام وذريته فيما بعض في السفينة أثناء الطوفان، ﴿وَمِنْ ذُرِّيَّةِ إِبْرَاهِيمَ﴾ أي من بني إسماعيل وإسحاق أبناء إبراهيم وكذلك يعقوب بن إسحاق، ﴿وَإِسْرَائِيلَ﴾ والمقصود أنبياء معنيين من ذرية يعقوب وهم موسى وهارون وزكريا ويحيى وعيسى، ﴿وَمِمَّنْ هَدَيْنَا وَاجْتَبَيْنَا﴾ أي من جملتهم خبر أولئك، وتختتم الآية بمدحهم ووصفهم بأنهم ﴿إِذَا تُتْلَى عَلَيْهِمْ آيَاتُ الرَّحْمَنِ خَرُّوا سُجَّدًا وَبُكِيًّا ۩﴾ أي أن الأنبياء إذا سمعوا كلام الله المتضمن حججه ودلائله وبراهينه؛ سجدوا لربهم خضوعاً واستكانة؛ وحمداً وشكراً على ما هم فيه من النعم العظيمة.

### بعض مشاهد يوم القيامة ومناقشة المنكرين للبعث

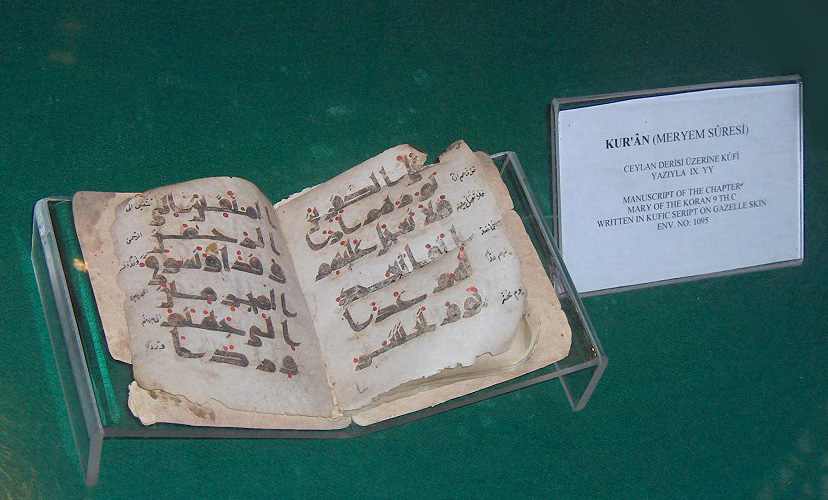
خواتيم سورة مريم بالخط الكوفي في مصحف قديم يعود للقرن التاسع.

بعد ذِكر الله أنبيائه والثناء عليهم في الآيات السابقة، ذُكر من خلفوهم من ذريتهم
﴿فَخَلَفَ مِنْ بَعْدِهِمْ خَلْفٌ أَضَاعُوا الصَّلَاةَ وَاتَّبَعُوا الشَّهَوَاتِ فَسَوْفَ يَلْقَوْنَ غَيًّا ۝٥٩﴾ [مريم:59].
﴿فَخَلَفَ مِنْ بَعْدِهِمْ خَلْفٌ﴾ أي من قاموا مقام آباؤهم الذين اتسموا بالورع والتقوى لأنهم أنبياء مرسولون من عند الله، وقد أنعم عليهم من فضله بالتوجه إلى عبادة الله والدعوة إليه فكان لهم مكاناً عظيماً عنده، وليس مثل الكثير من ذريتهم الذين ﴿أَضَاعُوا الصَّلَاةَ وَاتَّبَعُوا الشَّهَوَاتِ﴾؛ أي تركوا صلاتهم وأضاعوا وقتها وأهملوها كما أهموا باقي أركان عبادتهم لله واتجهوا للمعاصي فاتبعوا الشهوات الصارفة عن عبادته والدعوة له كما فعل آبائهم، لذلك جزائهم بأنهم ﴿فَسَوْفَ يَلْقَوْنَ غَيًّا﴾ أي خسراناً في الآخرة.
﴿إِلَّا مَنْ تَابَ وَآمَنَ وَعَمِلَ صَالِحًا فَأُولَئِكَ يَدْخُلُونَ الْجَنَّةَ وَلَا يُظْلَمُونَ شَيْئًا ۝٦٠ جَنَّاتِ عَدْنٍ الَّتِي وَعَدَ الرَّحْمَنُ عِبَادَهُ بِالْغَيْبِ إِنَّهُ كَانَ وَعْدُهُ مَأْتِيًّا ۝٦١ لَا يَسْمَعُونَ فِيهَا لَغْوًا إِلَّا سَلَامًا وَلَهُمْ رِزْقُهُمْ فِيهَا بُكْرَةً وَعَشِيًّا ۝٦٢ تِلْكَ الْجَنَّةُ الَّتِي نُورِثُ مِنْ عِبَادِنَا مَنْ كَانَ تَقِيًّا ۝٦٣﴾ [مريم:60–63]
واستثني من ذلك من تاب وآمن وعمل صالحاً في حياته الدنيا، فأولئك يدخلون الجنة جزاء ما فعلوا ورحمة من الله ولا يظلمون أو ينقصون شيئاً من ثوابهم، وأكد على وعده بأنه مأتياً لا محالة خاصةً أنهم آمنوا بالله وكتابه غيباً. ووعدوا بأنهم لن يسمعوا فيها لغواً من الكلام لكن يسمعون سلاماً من الملائكة أو من بعضهم على بعض؛ وقدّر لهم رزقهم في الجنة من المأكل والمشرب بأنه موجود بشكل دائم لا ينقطع وللتقريب إلى الأذهان ذُكر بأن هذا الرزق سيكون موجوداً ليلاً ونهاراً على قدرهما وذلك للتبسيط على قدر عقول البشر؛ فالجنة لا يوجد بها تتابع لليل والنهار.
﴿وَمَا نَتَنَزَّلُ إِلَّا بِأَمْرِ رَبِّكَ لَهُ مَا بَيْنَ أَيْدِينَا وَمَا خَلْفَنَا وَمَا بَيْنَ ذَلِكَ وَمَا كَانَ رَبُّكَ نَسِيًّا ۝٦٤ رَبُّ السَّمَاوَاتِ وَالْأَرْضِ وَمَا بَيْنَهُمَا فَاعْبُدْهُ وَاصْطَبِرْ لِعِبَادَتِهِ هَلْ تَعْلَمُ لَهُ سَمِيًّا ۝٦٥﴾ [مريم:64–65]
والآية 64 ختام حكاية لما قاله جبريل للنبي محمد، فقد ذكر عديد من المُفسرين أن الوحي احتبس عنه لفترة من الوقت بعد أن سأله البعض عن أصحاب الكهف وذي القرنين والروح، حتى قالوا: إن رب محمد قد قلاه -أي أبغضه وكرهه-، فلما نزل جبريل على محمد بعد فترة من غياب -قيل خمسة عشر يوماً وقيل أكثر- قال له: «يا جبريل احتبست عني حتى ساء ظني واشتقت إليك» فقال له جبريل: «إني كنت أشوق ولكني عبد مأمور، إذا بعثت جئت، وإذا حبست احتبست»، وأنزل الله هذه الآية وسورة الضحى.
ثم ذكر أنه ﴿رَّبُّ ٱلسَّمَاوَاتِ وَٱلأَرْضِ﴾ ورب ﴿مَا بَيْنَهُمَا﴾ فهو خالقهما وخالق كل شيء ومالكهما ومالك كل شئ. ﴿فَٱعْبُدْهُ وَٱصْطَبِرْ لِعِبَادَتِهِ﴾ أي أخلص له العبادة مع الصبر والجلد والقوة والاحتمال ومجاهدة للنفس الأمارة بالسوء. والاستفهام في ﴿هَلْ تَعْلَمُ لَهُ سَمِيّاً﴾ للإنكار والنفي، والسمي بمعنى المسامي والمضاهي والنظير والشبيه. فكأنه يقول «هل تعلم له نظيراً أو شبيهاً يستحق معه المشاركة في العبادة أو الطاعة؟» فتكون الإجابة لا؛ لأنه وحده المستحق للعبادة والطاعة. وقد ذُكر في الآية الحادية عشر من سورة الشورى بأنه ﴿لَيْسَ كَمِثْلِهِ شَيْءٌ وَهُوَ ٱلسَّمِيعُ ٱلْبَصِيرُ﴾.
- ﴿وَيَقُولُ الْإِنْسَانُ أَئِذَا مَا مِتُّ لَسَوْفَ أُخْرَجُ حَيًّا ۝٦٦ أَوَلَا يَذْكُرُ الْإِنْسَانُ أَنَّا خَلَقْنَاهُ مِنْ قَبْلُ وَلَمْ يَكُ شَيْئًا ۝٦٧﴾ [مريم:66–67]

ذكر الله بعد ذلك أن الإنسان الكافر به والذي لا يصدق بالبعث بعد الموت يتعجب ويستنكر كيفية ذلك لأنه سيفنى من بعد موته بحسب اعتقاده، فيرد الله عليه: ﴿أَوَ لاَ يذكرُ الإنسانُ﴾ المتعجب بأنه خلقه وأنشأه بشراً سوياً من غير شيء ﴿ولمْ يكُ﴾ من قبل إنشائه إياه ﴿شَيئاً﴾ يُذكر. لذلك توعد لهم الرب بقوله: ﴿فَوَرَبِّكَ لَنَحْشُرَنَّهُمْ وَالشَّيَاطِينَ ثُمَّ لَنُحْضِرَنَّهُمْ حَوْلَ جَهَنَّمَ جِثِيًّا ۝٦٨﴾ [مريم:68] أي لسوف يخرجون يوم القيامة من قبورهم مع أوليائهم من الشياطين حول جهنم قعوداً.

## آراء حول السورة

### مريم أخت هارون
تعد الآية رقم 28 جزء من حكاية دخول مريم على قومها وهي تحمل وليدها عيسى، فاستنكروا عليها فعلتها باعتبار أنهم اعتقدوا أنها أتت به من الزنا، فقالوا موبخين مريم:

 فهناك رأي يقول بأن القرآن يذكر بأن مريم أخت هارون، فكيف تكون أختاً له مع وجود فارق زمني كبير بينهما. فقد كان هارون الأخ الأكبر لموسى ومعاصراً له، فلعل هناك خلط بين مريم أخرى هي أخت موسى وهارون، ومريم أم المسيح. والمعروف بين جملة المفسرين أن مريم هي ابنة عمران، وعمران من سبط ونسل يهوذا، وليس يهوذا من نسل هارون أخو موسى. فهناك عدة آراء كلها تتفق في المضمون على أن القرآن لا يؤكد على أن هارون هو أخو مريم مباشرة، فالشيخ يوسف القرضاوي يقول: أنهم تنتسب إليه بخدمتها للهيكل وانقطاعها للعبادة فيه، فقد كانت خدمة الهيكل موقوفة على ذرية هارون. فالمقصود بـ﴿يَا أُخْتَ هَارُونَ﴾ أي: يا من تنتسبين إلى هذا النبي الصالح بالخدمة والعبادة والانقطاع للهيكل. فقد كان هذا توبيخاً إليها مع استهزاء بعفتها. وقد ورد في الحديث النبوي حديث المغيرة بن شعبة، فقال: 
أي أن هذا عُرفٍ تعارفه الناس في ذلك الزمن، مما يشير إلى تجذُّر الدين وتأثيره في نفوسهم، ولكن لا يشير بالضرورة إلى حقيقة تديّنهم واستقامتهم.

### وفاة المسيح
ذُكر في الآية 33 من السورة:
والتي ذُكِرت على لسان النبي عيسى عندما كان في المهد أنه قال عنه نفسه: ﴿يَوْمَ أَمُوتُ﴾، وأن ذلك دليل على أنه مات فعلاً على الصليب وقام من بين الأموات بحسب ما ذُكِر ﴿وَيَوْمَ أُبْعَثُ حَيًّا﴾، وذلك على حسب المعتقد المسيحي، وهو ما يخالف المعتقد الإسلامي بشأن المسيح في أنه ما زال حياً حتى الآن وأنه لم يمت. وقد رد علماء المسلمون على ذلك بأن الآية مقصود بها أن هناك حياةً بعد الممات في الآخرة، وذلك مشابه للآية رقم 15 من نفس السورة التي ذُكر فيها سلام الله على يحيى: ﴿وَسَلَامٌ عَلَيْهِ يَوْمَ وُلِدَ وَيَوْمَ يَمُوتُ وَيَوْمَ يُبْعَثُ حَيًّا ۝١٥﴾ [مريم:15]، وهذا لا يثبت إطلاقاً بأن يحيى سيموت ويقوم من بين الأموات مرة أخرى. وقد ذُكِر في سورة النساء: ﴿وَقَوْلِهِمْ إِنَّا قَتَلْنَا الْمَسِيحَ عِيسَى ابْنَ مَرْيَمَ رَسُولَ اللَّهِ وَمَا قَتَلُوهُ وَمَا صَلَبُوهُ وَلَكِنْ شُبِّهَ لَهُمْ وَإِنَّ الَّذِينَ اخْتَلَفُوا فِيهِ لَفِي شَكٍّ مِنْهُ مَا لَهُمْ بِهِ مِنْ عِلْمٍ إِلَّا اتِّبَاعَ الظَّنِّ وَمَا قَتَلُوهُ يَقِينًا ۝١٥٧ بَلْ رَفَعَهُ اللَّهُ إِلَيْهِ وَكَانَ اللَّهُ عَزِيزًا حَكِيمًا ۝١٥٨﴾ [النساء:157–158]، وقد ذكر وتلك الآية تنفي قتله أو صلبه وأن الله رفعه إليه وهو ما زال حياً بحسب مُعتقد عموم المسلمين.

## إحصاءات خاصة بالسورة
- سجدة واحدة بالسورة، وهي بالآية رقم 58: ﴿أُولَئِكَ الَّذِينَ أَنْعَمَ اللَّهُ عَلَيْهِمْ مِنَ النَّبِيِّينَ مِنْ ذُرِّيَّةِ آدَمَ وَمِمَّنْ حَمَلْنَا مَعَ نُوحٍ وَمِنْ ذُرِّيَّةِ إِبْرَاهِيمَ وَإِسْرَائِيلَ وَمِمَّنْ هَدَيْنَا وَاجْتَبَيْنَا إِذَا تُتْلَى عَلَيْهِمْ آيَاتُ الرَّحْمَنِ خَرُّوا سُجَّدًا وَبُكِيًّا ۝٥٨﴾.